# Romance of the Three Kingdoms VI: Awakening of the Dragon
Romance of the Three Kingdoms VI: Awakening of the Dragon (三國志VI) est un jeu vidéo de grande stratégie et de stratégie au tour par tour développé et édité par Koei, sorti en 1998 sur Windows, Dreamcast, PlayStation et PlayStation Portable.

## Accueil
- GameSpot : 6,5/10[1]
- IGN : 7,5/10[2]